# Aleksiej Owierczuk
Aleksiej Łonwigowicz Owierczuk (ros. Алексей Логвинович Оверчук, ur. 9 grudnia 1964 w Korostyszewie) – rosyjski polityk, od 21 stycznia 2020 Zastępca Przewodniczącego Rządu Federacji Rosyjskiej (Wicepremier) – do spraw współpracy z krajami WNP, BRICS, G20 i przedsięwzięć międzynarodowych. 
Bezpartyjny